# Cerodontha nigrihalterata
Cerodontha nigrihalterata este o specie de muște din genul Cerodontha, familia Agromyzidae, descrisă de Stéphanie Boucher în anul 2005.
Este endemică în Costa Rica. Conform Catalogue of Life specia Cerodontha nigrihalterata nu are subspecii cunoscute.